# Consort
Pour les articles homonymes, voir consort (homonymie).

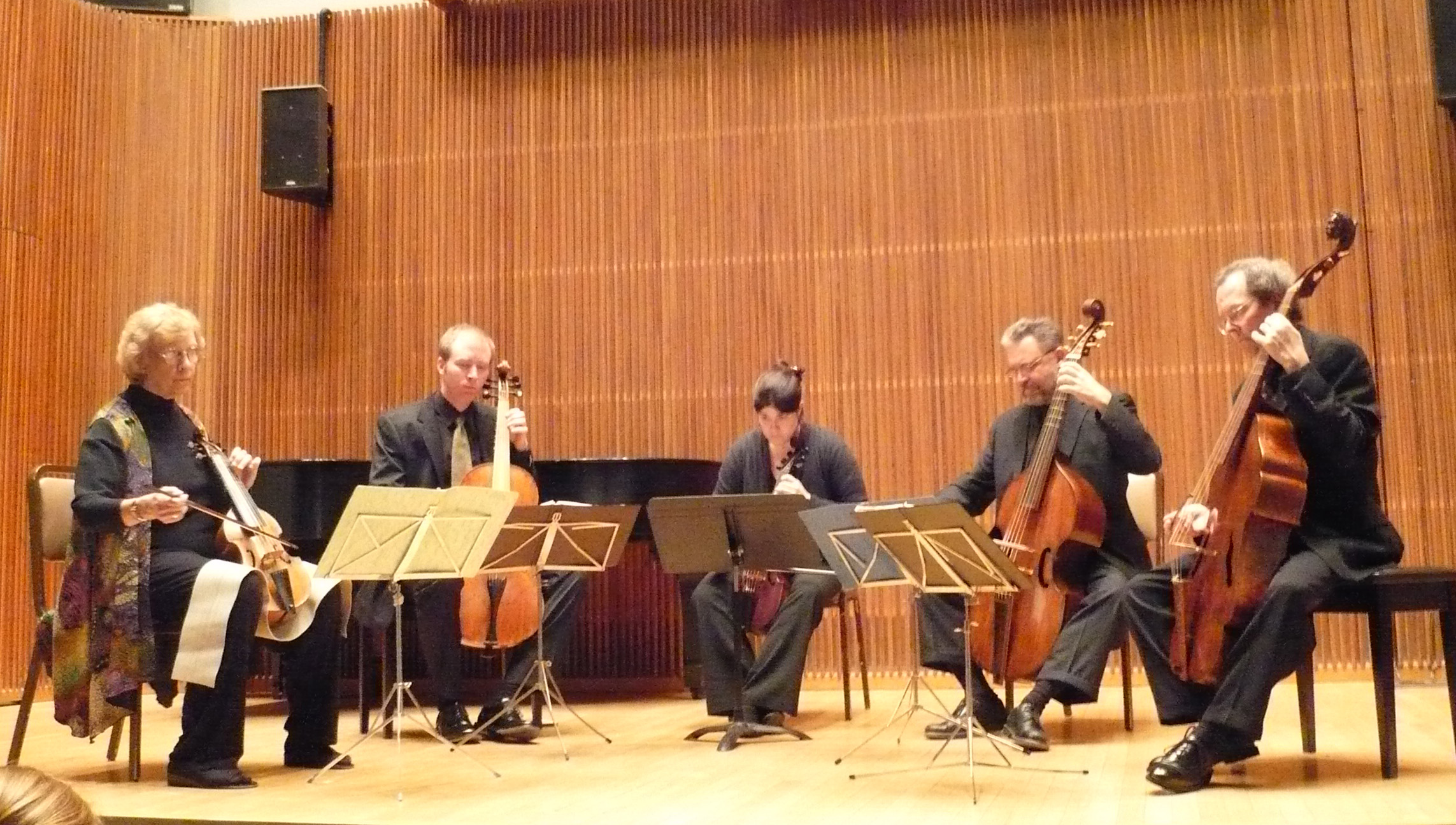
Un consort de violes (The Smithsonian Consort of Viols, à Oberlin, Ohio, en 2009). Ici, à cinq.

Le consort (mot anglais) est un ensemble musical, soit d'instruments de la même famille et de tessitures différentes, par exemple des flûtes à bec, des luths ou des violes, ou des cromornes — on parle dans ce cas de whole consort (consort entier) — soit d'instruments de familles différentes, et l'on parle alors de broken consort (consort mêlé). Ce terme est employé en Angleterre pendant une période comprise entre la fin du XVIe siècle et le début du XVIIIe siècle et peut s'employer aujourd'hui en parlant de certains types de formations pratiquant un aspect de la musique ancienne, qui va de la fin de la Renaissance) jusqu'à la musique baroque du début du XVIIIe siècle.
Le terme consort, ou plus précisément consort song, est aussi utilisé pour désigner une forme cultivée surtout par les compositeurs anglais du début de l'ère élisabéthaine. Il s'agit généralement d'une mise en musique de vers profanes pour une voix solo et un quatuor de violes, bien qu'il existe également des exemples utilisant deux voix et trois ou cinq violes. William Byrd et Orlando Gibbons sont sans doute les auteurs les mieux connus de ce genre qui sera remplacé par les madrigaux au cours des années 1580.